# Château de Montalègre
Pour l’article homonyme, voir l'article Château de Montalegre (Portugal) (pt).
Le château de Montalègre est un château médiéval français situé dans la vallée de la Sorgues à Versols-et-Lapeyre, dans le département de l'Aveyron.

## Historique
La seigneurie de Montalègre est attestée depuis 1268, mais les premiers possesseurs connus semblent être au XVIe siècle un rameau de la famille des comtes de Rodez qui en portait le nom : Bernard de Rodez, seigneur de Montalègre, fils de Bringuier de Rodez et de Béatrix de Roquefeuil de Versols qui lui a peut-être apporté cette terre. Il épouse Catherine de Ricard, fille d'Hugues et de Catherine de Montjaux, dont il a au moins un fils et trois filles.
Jeanne de Rodez, fille héritière de Guillaume, seigneur de Montalègre (mort en 1557) et de Jeanne de La Jugie, apporte Montalègre par son mariage le 13 août 1553 avec Magdalon de Corneillan, fils puîné de Jean, vicomte de Corneillan et de Florette de Montesquiou.
Ensuite, la famille de Marcilhac et la famille d'Yzarn de Valady en sont les propriétaires successifs. 
Le château est inscrit au titre des monuments historiques le 17 juillet 1978 pour ses façades et toitures. Récemment, le château a été aménagé en maison d'hôtes.

## Architecture
Le château féodal de Montalègre est constitué d'un corps de logis presque carré à trois étages, flanqué de quatre tours rondes. Le troisième étage qui est maintenant un grenier comportait des systèmes de défense.
L'accès aux étages se fait par un escalier à vis situé au centre de la façade nord, où il constitue une saillie.
La tour sud-est possède au premier étage une chapelle à décor du XIXe siècle, au-dessous d'une salle voûtée en cul-de-four gardant des traces de peinture à motifs religieux.

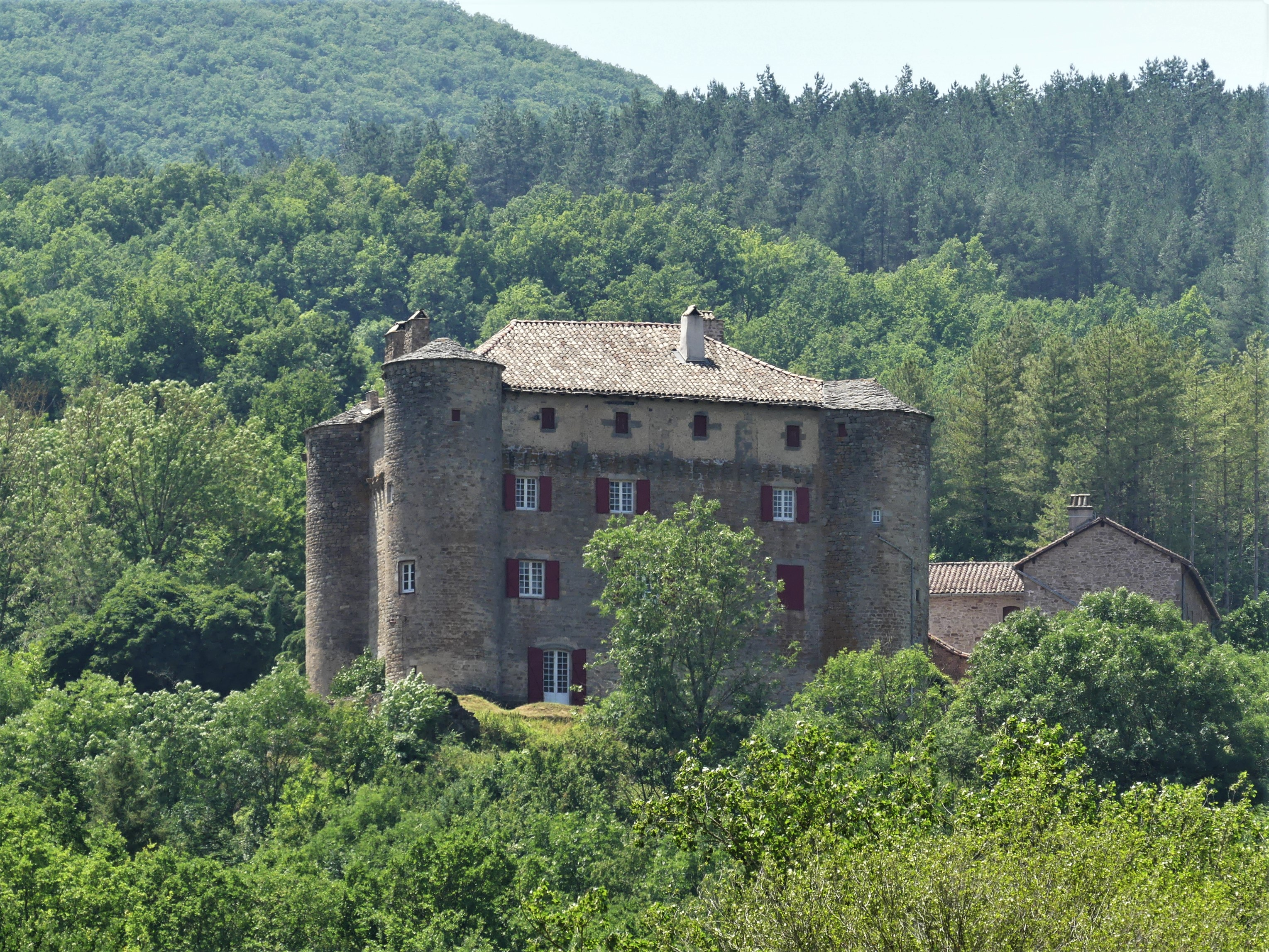
Le château.